# Lógicas difusas de T-norma
Lógicas difusas de T-norma são uma família de lógicas não clássicas, informalmente delimitada por ter uma semântica que toma o intervalo da unidade real de [0, 1] para o sistema de valores verdade e de funções chamadas de t-normas para possíveis interpretações de conjunção lógica. Elas são usadas principalmente em lógica difusa aplicada e teorias de conjuntos difusos como uma base teórica para o raciocínio aproximado.
As famílias de lógica difusa de t-norma fazem parte de classes mais amplas de lógica difusa e de lógica multivalorada. A fim de gerar uma implicação bem comportada, as t-normas geralmente são necessárias que sejam funções contínuas; lógicas de t-norma de função continua pertencem à classe de lógica subestrutural, entre os quais estão assinalados com a validade da lei da pré-linearidade, (A → B) ∨ (B → A). Tanto as lógicas difusas de t-norma proposicional e de primeira ordem (ou de ordem superior), bem como suas expansões por operador modal e outros operadores, são estudados. Lógicas que restringem a semântica de t-norma a um subconjunto do intervalo de unidade real (por exemplo, Lógicas de Łukasiewicz finitamente valorizadas) são normalmente incluídos na classe.
Exemplos importantes de lógicas difusas de t-norma são as lógicas monoidais de t-norma (MTL) de todas t-normas de função contínua à esquerda, lógica básica (BL) de todas t-normas contínuas, produto de lógica difusa do produto de t-normas, ou o nilpotent mínimum logic da t-norma nilpotent mínima. Algunas lógicas motivadas independentemente pertencem à lógica difusa de t-norma também, como por exemplo a lógica de Łukasiewicz (que é a lógica da t-norma Łukasiewicz) ou a lógica de Gödel–Dummett (que é a lógica da t-norma mínima).

## Motivação
Como membros da família da lógica difusa, lógicas difusas de t-norma, principalmente, visam generalizar lógica clássica de bivalorada por admitir valores-verdade intermediários entre 1 (verdade) e 0 (falsidade), representando graus de verdade das proposições. Os graus são considerados números reais a partir da unidade de intervalo de [0, 1]. Em lógica proposicional difusa de t-norma conectivos proposicionaiss são estipulados para serem verofuncionais, isto é, o valor de verdade de uma proposição complexa formada por uma proposicional conjuntivo a partir de alguns constituintes proposições é uma função (chamada a função de verdade do conectivo) de verdade dos valores dos constituintes das proposições. A funções de verdade operam no conjunto de graus de verdade (na semântica padrão, no intervalo [0, 1]); assim, a função de verdade de um conectivo proposicional n-ário c é uma função Fc: [0, 1]n → [0, 1]. Funções de verdade generalizam tabelas de verdade dos conectivos proposicionais conhecidas da lógica clássica para operar no sistema maior de valores de verdade.
A lógica difusa de t-norma impõe certas limitações naturais na função de verdade da conjunção. A função de verdade {\displaystyle *\colon [0,1]^{2}\to [0,1]} da conjunção é assumida satisfazer as seguintes condições:
- Comutatividade, que é, {\displaystyle x*y=y*x} para todos x e y em [0, 1]. Isso expressa o pressuposto de que a ordem das proposições difusas é imaterial na conjunção, mesmo se graus de verdades intermediários são admitidos.
- Associatividade, isto é, {\displaystyle (x*y)*z=x*(y*z)} para todos x, y, e z em [0, 1]. Isso expressa o pressuposto de que a ordem de realização da conjunção é imaterial, mesmo se graus intermediários de verdade são admitidos.
- Monotonia, isto é, se {\displaystyle x\leq y}  então {\displaystyle x*z\leq y*z} para todo x, y, e z em [0, 1]. Isso expressa o pressuposto de que o aumento do grau verdade de um operando da conjunção não deve diminuir o grau verdade de uma conjunção.
- Neutralidade de 1, isto é, {\displaystyle 1*x=x} para todo x em [0, 1]. Esta hipótese corresponde a respeito da verdade grau 1 como verdade completa, conjunção com a qual não diminui o valor verdade do outro operando da conjunção. Juntamente com as condições anteriores esta condição garante que também {\displaystyle 0*x=0} para todo x em [0, 1], o que corresponde a respeito do grau de verdade 0 como falsidade plena, conjunção com o qual sempre é plenamente falso.
- Continuidade da função {\displaystyle *} (a condição anterior reduz essa exigência para a continuidade em cada argumento). Informalmente, este expressa a suposição de que alterações microscópicas do grau verdade de orações não deve resultar em uma alteração macroscópica do grau verdade de seu conjunto. Esta condição, entre outras coisas, garante um bom comportamento de implicação (residual) derivada do conjunto; para garantir o bom comportamento, no entanto, a continuidade à esquerda (ou argumento) da função {\displaystyle *} é suficiente.[1] Em geral, na lógica difusa de t-norma, portanto, apenas a continuidade à esquerda de {\displaystyle *} é necessária, que expressa o pressuposto de que uma diminuição microscópica do grau verdade de um operando da conjunção não deve macroscopicamente diminuir o grau de verdade da conjunção.

Estes pressupostos tornam a função de verdade da conjunção uma t-norma contínua à esquerda, o que explica o nome da família de lógica difusa (baseada em t-norma). Lógicas particulares da família podem fazer outras suposições sobre o comportamento do conjunto (por exemplo, lógica de Gödel requer sua idempotência) ou outros conectivos (por exemplo, a lógica IMTL requer a involução da negação).
Todas t-normas contínuas à esquerda {\displaystyle *} tem um único resíduo, isto é, uma função binária {\displaystyle \Rightarrow } tal que para todos x, y, e z em [0, 1],
{\displaystyle x*y\leq z} if and only if {\displaystyle x\leq y\Rightarrow z.}
O resíduo de uma t-norma contínua à esquerda pode ser definido explicitamente  como
{\displaystyle (x\Rightarrow y)=\sup\{z\mid z*x\leq y\}.}
Isso garante que o resíduo é a maior função, em relação a pontos, tal que para todos x e y,
{\displaystyle x*(x\Rightarrow y)\leq y.}
O último pode ser interpretado como uma versão difusa da regra de inferência modus ponens. O resíduo de uma t-norma contínua à esquerda, portanto, pode ser caracterizado como a função mais fraca que torna o modus ponens difuso válido, o que a torna uma função de verdade adequada para a implicação na lógica difusa. A continuidade à esquerda da t-norma é condição necessária e suficiente para assegurar esta relação entre uma conjunção de t-norma e sua implicação residual.
Funções de verdade de mais conectivos proposicionais podem ser definidas por meio da t-norma e o seu resíduo, por exemplo, o residual de negação {\displaystyle \neg x=(x\Rightarrow 0)} ou bi-residual de equivalência de {\displaystyle x\Leftrightarrow y=(x\Rightarrow y)*(y\Rightarrow x).} Funções de verdade de conectivos proposicionais também podem ser introduzidos por definições adicionais: os mais usuais são o mínimo (que desempenha um papel de outro conectivo conjuntivo), e o máximo (que desempenha o papel de um conectivo disjuntivo), ou o operador Baaz Delta, definido em [0, 1] como {\displaystyle \Delta x=1} se {\displaystyle x=1} e {\displaystyle \Delta x=0} caso contrário. Desta forma, uma t-norma contínua à esquerda, os seus resíduos, e a funções de verdade de conectivos proposicionais adicionais determinam os valores-verdade de fórmulas proposicionais complexas em [0, 1].
Fórmulas que sempre validam como 1 são chamadas de tautologias com respeito à dada t-norma contínua à esquerda {\displaystyle *,} ou {\displaystyle *{\mbox{-}}}tautologias. O conjunto de todas as {\displaystyle *{\mbox{-}}}tautologias é chamado de a lógica da t-norma, {\displaystyle *,} como que essas fórmulas representam as leis da lógica difusa (determinadas pela t-norma) que valem (grau 1), independentemente do grau de verdade de fórmulas atômicas. Algumas fórmulas são tautologias com respeito a uma classe maior de t-normas contínuas à esquerda; o conjunto de fórmulas é chamado de a lógica da classe. Lógicas t-normas importantes  são as lógicas de t-normas particulares ou classes de t-normas, por exemplo:
- lógica Łukasiewicz é a lógica da t-norma Lukasiewicz {\displaystyle x*y=\max(x+y-1,0)}
- Lógica Gödel–Dummett é a lógica da t-norma mínima {\displaystyle x*y=\min(x,y)}
- Produto lógica fuzzy é a lógica do produto t-norma {\displaystyle x*y=x\cdot y}
- Lógica Monoidal t-norma LMT é a lógica do (a classe de) todas t-normas contínuas à esquerda
- Lógica difusa básica LDB é a lógica do (a classe de) todos contínua t-normas

Acontece que muitas lógicas de t-normas particulares e classes de t-normas são axiomatizáveis. O teorema da completude do sistema axiomático com respeito a semântica de t-norma correspondente no intervalo [0, 1] é portanto chamada de o padrão de completude da lógica. Além da semântica de valor real padrão no intervalo [0, 1], as lógicas são corretas e completas com respeito à semântica geral algébrica, formada por classes adequadas reticulados residuados integrais limitados comutativos pré-lineares.

## História
Algumas lógicas difusas de t-norma particulares tem sido introduzidas e investigadas, muito antes de a família ser reconhecida (mesmo antes de as noções de lógica difusa ou t-norma emergirem):
- Lógica Łukasiewicz (a lógica de Lukasiewicz t-norma) foi definido originalmente por Jan Lukasiewicz (1920) como uma lógica de três valores;[2] mais tarde, foi generalizado para n-valorada (para todo n finito), bem como variantes infinitamente-muito-valoradas, tanto na lógica proposicional quanto de primeira ordem.[3]
- Lógica Gödel–Dummett (a lógica da mínima t-norma), estava implícito na prova da valorização infinita de Gödel's de 1932 da lógica intuicionista.[4] Mais Tarde (em 1959) foi explicitamente estudada por Dummett que provou um teorema de completude para a lógica.[5]

Um estudo sistemático de lógica difusa de t-norma particular e suas aulas começaram com a monografia Metamatemática da Lógica Difusa, de Hájek's (1998) que apresentou a noção de que a lógica de uma t-norma contínua, as lógica de três contínua t-normas básicas (Łukasiewicz, Gödel, e produto), e a lógica difusa "básica" BL de todas t-normas  contínuas (todos eles, tanto proposicional quanto de primeira ordem). O livro também começou a investigação da lógica difusa como lógica não-clássica com cálculos do estilo de Hilbert, álgebra semântica, e propriedades matemáticas conhecidas a partir de outras lógicas (teoremas de completude, teoremas de dedução, complexidade, etc.).
Desde então, uma infinidade de lógicas difusas de norma-t foi introduzida e suas propriedade matemáticas têm sido investigadas. Alguns dss mais importantes t-normas de lógica difusa foram introduzidas em 2001, por Esteva e Godo (MTL, IMTL, SMTL, NM, WNM), Esteva, Godo, e Montagna (proposicional ŁΠ), e Cintula (ŁΠ de primeira ordem).

## Linguagem lógica
O vocabulário lógico da lógica difusa de norma-t proposicional, de forma padronizada, compreende os seguintes conectivos:
- Implicação {\displaystyle \rightarrow } (binário). No contexto de outros que não baseados em t-norma de lógica difusa, a implicação com base em t-norma é às vezes chamado de implicação residual ou R-implicação, como seu padrão semântica é o resíduo da t-norma que torna a conjunção forte.
- Conjunção Forte {\displaystyle \And } (binário). No contexto de lógica subestrutural, o sinal {\displaystyle \otimes } e os nomes grupo, intensional, multiplicativos, ou conjunção paralela são muitas vezes utilizados para a conjunção forte.
- Conjunção Fraca {\displaystyle \wedge } (binário), também chamado de conjunção lattice (como é sempre realizada pela operação lattice de meet em álgebra semântica). No contexto de substructural logics, os nomes aditivo, extensional, ou conjunção comparativa são, por vezes utilizados para conjunção lattice. Na lógica BL e suas extensões (embora não em t-norma lógica em geral), conjunção fraca é definível em termos de implicação e conjunção forte, por

{\displaystyle A\wedge B\equiv A{\mathbin {\And }}(A\rightarrow B).}
A presença de duas conectivos de conjunção é uma característica comum de lógica substructural de contração livre.
- Inferior {\displaystyle \bot } (nullary); {\displaystyle 0} ou {\displaystyle {\overline {0}}} são sinais alternativos comuns e zero um comum nome alternativo para a constante proposicional (como as constantes inferior e zero de lógica subestrutural coincidem em lógica difusa de t-norma). A proposição {\displaystyle \bot } representa a falsidade ou absurdum e corresponde ao clássico valor verdade falso.
- Negação {\displaystyle \neg } (unário), às vezes chamado de residual de negação se outros conectivos de negação são considerados, como ele é definido a partir da implicação residual, por um reductio ad absurdum:

{\displaystyle \neg A\equiv A\rightarrow \bot }
- Equivalência {\displaystyle \leftrightarrow } (binário), definido como

{\displaystyle A\leftrightarrow B\equiv (A\rightarrow B)\wedge (B\rightarrow A)}
Em lógicas de t-norma, a definição é equivalente a {\displaystyle (A\rightarrow B){\mathbin {\And }}(B\rightarrow A).}
- Disjunção (Fraca)  {\displaystyle \vee } (binário), também chamado de disjunção lattice  (como é sempre realizada pela operação lattice de ingressar na semântica algébrica). Em lógicas de t-norma é definível em termos de outros conectivos como

{\displaystyle A\vee B\equiv ((A\rightarrow B)\rightarrow B)\wedge ((B\rightarrow A)\rightarrow A)}
- Parte superior {\displaystyle \top } (nullary), também chamado de um e denotado por {\displaystyle 1} ou {\displaystyle {\overline {1}}} (como as constantes superior e zero da lógica subestrutural coincidem em lógica difusa de t-norma). A proposição {\displaystyle \top } corresponde ao clássico valor verdade verdadeiro e pode, em lógica de t-norma ser definido como

{\displaystyle \top \equiv \bot \rightarrow \bot .}
Alguns lógicas de t-norma proposicionais adicionam mais conectivos proposicionais a linguagem acima, na maioria das vezes é a seguinte:
- O conectivo Delta {\displaystyle \triangle } é um conectivo unário que afirma a clássica verdade de uma proposição, como as fórmulas da forma {\displaystyle \triangle A} se comportam em lógica clássica. Também chamado de o Baaz Delta, como ele foi usado pela primeira vez por Matthias Baaz para Lógica Gödel–Dummett.[8] A expansão de uma t-norma lógica {\displaystyle L} pelo conectivo Delta é normalmente denotado por {\displaystyle L_{\triangle }.}
- Verdade constantes são conectivos nullary representando valores verdades particulares entre 0 e 1 no padrão de semântica de valor real. Para o número real {\displaystyle r}, a constante verdade correspondente é normalmente indicado por {\displaystyle {\overline {r}}.} Na maioria das vezes, as constantes verdade para todos os números racionais são adicionadas. O sistema de todas as constantes verdades na linguagem é suposto para satisfazer a escrituração axiomas:[9]

{\displaystyle {\overline {r{\mathbin {\And }}s}}\leftrightarrow ({\overline {r}}{\mathbin {\And }}{\overline {s}}),} {\displaystyle {\overline {r\rightarrow s}}\leftrightarrow ({\overline {r}}{\mathbin {\rightarrow }}{\overline {s}}),} etc. para todos os conectivos proposicionais e toda a contantes verdades definidas na linguagem.
- Negação Involutiva {\displaystyle \sim } (unário) pode ser adicionado como um adicional de negação para as lógicas de t-norma cuja residual negação não é, em si, involutiva, isto é, se ela não obedecer a lei da dupla negação {\displaystyle \neg \neg A\leftrightarrow A}. Uma lógica t-norma {\displaystyle L} ampliada com involutiva negação é normalmente denotado por {\displaystyle L_{\sim }} e chamou {\displaystyle L} com involução.
- Disjunção forte {\displaystyle \oplus } (binário). No contexto de lógica subestrutural é também chamado de grupo, intensional, multiplicativos, ou disjunção paralela. Embora o de contração livre em lógica subestrutural, em lógica difusa de norma-t é normalmente utilizado apenas na presença de negação  involutiva, o que o torna definível (e, portanto, axiomatizável) pela lei de de Morgan a partir de conjunção forte:

{\displaystyle A\oplus B\equiv \mathrm {\sim } (\mathrm {\sim } A{\mathbin {\And }}\mathrm {\sim } B).}
- Conjunções de t-norma adicional e implicações residuais. Alguns lógicas de t-norma expressivamente fortes, por exemplo, a lógica ŁΠ, tem mais de uma conjunção forte ou implicação residual na sua linguagem. No padrão de semântica de valor real, todas essas conjunções fortes são feitas por diferentes t-normas e as implicações residuais pelos seus residua.

Fórmulas bem formadas de lógica de t-norma proposicional são definidas a partir de variáveis proposicionais (geralmente muitos contáveis) pelos conectivos lógicos acima, como de costume, em lógica proposicional. A fim de salvar parênteses, é comum utilizar a seguinte ordem de precedência:
- Conectivos unários (o mais próximo da ligação)
- Conectivos binários que não de implicação ou equivalência
- Implicação e equivalência (o mais distante da ligação)

Variantes de primeira ordem de lógicas de norma-t empregam a habitual linguagem lógica de lógica de primeira-ordem com os conectivos proposicionais acima e os seguintes quantificadores:
- Quantificador geral {\displaystyle \forall }
- Quantificador existencial {\displaystyle \exists }

O variante de primeira ordem de uma lógica de t-norma proposicional {\displaystyle L} é normalmente denotado por {\displaystyle L\forall .}

## Semântica
A semântica algébrica é predominantemente utilizada para lógica difusa de t-norma proposicional, com três principais classes de álgebras com respeito ao qual a t-norma de lógica difusa {\displaystyle L} é completa:
- Semântica geral, formada por todos {\displaystyle L}-álgebras , isto é, todas as álgebras para os quais a lógica é correta.
- Semântica Linear, formado por todas linear {\displaystyle L}-álgebras, ou seja, todas {\displaystyle L}-álgebras cuja ordem lattice é linear.
- Semântica padrão, formado por todas as standard {\displaystyle L}-álgebras, ou seja, todos {\displaystyle L}-álgebras cuja redução lattice é o intervalo de unidade real de [0, 1], com a ordem usual. Em {\displaystyle L}-álgebras padrões, a interpretação de uma conjunção forte é uma t-norma contínua à esquerda e a interpretação da maioria dos conectivos proposicionais é determinado pela t-norma (daí os nomes de t-norma baseada em lógica e a t-norma {\displaystyle L}-álgebras, que também é usado para {\displaystyle L}-álgebras no lattice [0, 1]). Em lógicas de t-norma com conectivos adicionais, no entanto, o valor real da interpretação dos conectivos adicionais pode ser restringido por condições adicionais para a t-norma algebra a ser chamado padrão: por exemplo, na norma {\displaystyle L_{\sim }}-a álgebra da lógica {\displaystyle L} com a involução, a interpretação do adicional involutivo negação {\displaystyle \sim } é necessário para ser o padrão de involução {\displaystyle f_{\sim }(x)=1-x,}  ao invés de incluir outras involuções que também pode interpretar {\displaystyle \sim } sobre a t-norma {\displaystyle L_{\sim }}-álgebras.[10] Em geral, portanto, a definição do padrão de álgebras t-norma tem de ser explicitamente dada para lógicas de t-norma com conectiovos adicionais.